# Examen-arrest
Het Examen-arrest (HR 24 januari 1950, NJ 1950/287) is een arrest van de Nederlandse Hoge Raad dat betrekking heeft op de strafbaarheid van deelneming aan deelneming.

## Casus
Tijdens een schriftelijk examen voor het Middenstandsdiploma werd een kandidaat betrapt die zich voor een ander uitgaf. De valse kandidaat was tot deze poging tot oplichting uitgelokt door degene voor wie hij zich uitgaf, omdat deze erg tegen het examen opzag. De uitlokker had hulp gevraagd en gekregen van zijn docent, die hem een lijstje had gegeven met namen van geschikte
dubbelgangers die al voor hetzelfde examen waren geslaagd. Deze docent werd vervolgd wegens medeplichtigheid aan uitlokking van een strafbare poging tot oplichting.

## Rechtsvraag
Is medeplichtigheid tot uitlokking van een misdrijf strafbaar? (Ja)

## Procesgang
De docent is door de rechtbank veroordeeld tot drie weken gevangenisstraf en in hoger beroep door het hof tot vier weken. Het cassatieberoep is verworpen.

### Hoge Raad
De Hoge Raad acht deze vorm van samengestelde deelneming strafbaar. Hij stelt dat handelingen steeds vaker ‘niet rechtstreeks doch door méér tusschenkomende personen’ worden verricht en onaanvaardbaar zou zijn dat men straffeloosheid zou kunnen bewerkstelligen door een tussenschakel in te lassen.
De Hoge Raad overwoog:

O. omtrent de derde grief [bij het derde middel], welke betwist dat medeplichtigheid, gelijk in art. 48 Sr. omschreven, aan het in art. 47, 2° vervatte uitlokken tot een misdrijf strafbaar zou zijn;

dat bij de behandeling in de Tweede Kamer in 1880 twijfel of onder meer medeplichtigheid aan uitlokking naar deze bepalingen mogelijk was geopperd werd door een Kamerlid, dat de wenselijkheid van strafbaarheid van dergelijke gevallen in het buitenland algemeen uitgemaakt noemde en strijd daarover ten onzent ongewenst verklaarde;
dat de Minister van Justitie Modderman, in zijn antwoord, naar hij zeide, op de bewering dat door het wetsontwerp die strafbaarheid zou uitgesloten worden, – zij het dat hij nader slechts inging op een uitlokken tot medeplichtigheid aan een delict en aanwees dat deze soms ook als zelf medeplichtig aan dat delict strafbaar was – het zeer juist noemde dat het ontwerp van die figuren niet uitdrukkelijk sprak, daar de wet zich niet in alle details kon begeven, en meende dat de wetenschap en de practijk te hunnen aanzien volstrekt niet werden belemmerd en de nodige onderscheidingen konden maken;
dat nu weliswaar in de omschrijving der medeplichtigheid in art. 48, waarbij het er blijkens de Memorie van Toelichting vooral om ging de medeplichtigheid sub 1° van het medeplegen te onderscheiden en de medeplichtigheid sub 2° van het uitlokken, het woord ‘plegen’ is gebezigd, hetwelk, in verband met art. 47, 1°, in het Regeringsantwoord op het Verslag der Tweede Kamer bij art. 37 in engen zin was verstaan, op welk feit bedoeld Kamerlid in zijn voormelde uiting ook wees;
dat het echter onder voormelde omstandigheden niet gezegd kan worden de wil van den wetgever te zijn gebleken om, door in art. 48 aan dien engen zin van het woord ‘plegen’ – op welks mindere geëigendheid ook wijst dat het later ingevoegde artikel 134bis in overeenkomstig zinsverband spreekt van ‘begaan’ – vast te houden, medeplichtigheid aan het uitlokken van een misdrijf van strafbaarheid uit te sluiten;

dat, in deze sindsdien opengebleven vraag, het aannemen van strafbaarheid geacht moet worden te zijn in den geest van den wetgever, die, op de gedraging van den uitlokker even zware straf stellend als op die van den uitgelokte, zo ook hulp bij of tot de gedraging van eerstgenoemden auctor intellectualis niet minder strafwaardig zal achten dan hulp bij of tot die van laatstgenoemden physieken dader;

dat voorts niet alleen steeds vaker personen handelingen niet rechtstreeks doch door méér tussenkomende personen verrichten, doch het ook niet zou aangaan wanneer de persoon, aan wien iemand op de wijze van art. 48, 2° Sr. inlichtingen verschaft tot het volvoeren van een misdrijf, dien medeplichtige zou kunnen onttrekken aan strafbaarheid daar het misdrijf vervolgens niet zelf te volvoeren doch het door een derde volvoeren daarvan uit te lokken, – gelijk ook krachtens art. 134bis Sr. hij, die een ander op de daarbedoelde wijze tracht te bewegen om een misdrijf te begaan, strafbaar blijft ongeacht hoe de ander vervolgens handelt;
dat derhalve de door de grief opgeworpen stelling niet kan worden aanvaard;

## Tot besluit
De Hoge Raad heeft beslist op een punt waar deze deelnemingsvorm (deelneming aan uitlokking) destijds in de literatuur
niet strafbaar werd geacht.